# José Luís Santos da Visitação
José Luís Santos da Visitação (nacido el 23 de marzo de 1979) es un exfutbolista brasileño que se desempeñaba como centrocampista.
Jugó para clubes como el Cruzeiro, Atlético Mineiro, São Caetano, Tokyo Verdy, São Paulo, Vitória y Paraná.

## Trayectoria

### Clubes
| Club             | País   | Año         |
| ---------------- | ------ | ----------- |
| Mogi Mirim       | Brasil | 1997 - 2002 |
| Cruzeiro         | Brasil | 1999        |
| Marília          | Brasil | 2003        |
| Atlético Mineiro | Brasil | 2004        |
| São Caetano      | Brasil | 2005 - 2006 |
| Tokyo Verdy      | Japón  | 2006 - 2007 |
| São Paulo        | Brasil | 2007 - 2009 |
| Atlético Mineiro | Brasil | 2010 - 2011 |
| Vitória          | Brasil | 2011        |
| Itumbiara        | Brasil | 2012        |
| Paraná           | Brasil | 2012        |